# What Goes Around... Comes Around
"What Goes Around... Comes Around" (hay còn gọi là "What Goes Around.../...Comes Around (Interlude)" trong phiên bản album) là bài hát của ca sĩ kiêm nhạc sĩ người Mỹ, Justin Timberlake. Bài hát được sáng tác và sản xuất bởi Nate "Danja" Hills và Timothy "Timbaland" Mosley cho album phòng thu thứ hai của Timberlake, FutureSex/LoveSounds (2006). Bài hát miêu tả về việc Timberlake nói về sự phản bội và sự tha thứ, và được mô tả bởi một số nhà phê bình âm nhạc như là "phần tiếp theo" của đĩa đơn năm 2002 "Cry Me A River". Ca khúc này đã nhận được những đánh giá tích cực từ các nhà phê bình âm nhạc.
Bài hát đã được gửi đến các đài phát thanh tại Mỹ vào ngày 08 tháng 01 năm 2007, như là đĩa đơn thứ ba trích từ album. Bài hát đã trở thành đĩa đơn quán quân thứ ba liên tiếp (sau SexyBack và My Love) của Timberlake trên bảng xếp hạng Billboard Hot 100. Ở thị trường quốc tế, bài hát cũng thành công khi đạt top 10 tại Vương quốc Anh, Canada, New Zealand, Đức, và Úc. Bài hát sau đó đã được chứng nhận 2x Bạch kim tại Úc, bạch kim tại Mỹ và vàng ở New Zealand. Bài hát đã giành một Giải Grammy cho "Trình diễn giọng pop nam xuất sắc nhất" tại lễ trao giải Grammy lần thứ 50, và được đề cử cho Thu âm của năm.
Samuel Bayer đã đạo diễn video của bài hát được phát hành ngày 07 tháng 02 năm 2007. Nữ diễn viên Scarlett Johansson đóng vai người yêu của Timberlake trong đoạn video. Video đã nhận được giải thưởng "Đạo diễn video xuất sắc nhất tại giải thưởng MTV Video Music Awards năm 2007 và cũng được đề cử cho Video của năm.

## Danh sách track và định dạng
Đĩa đơn CD tại Vương quốc Anh
1. "What Goes Around... Comes Around" (Radio Edit)  – 5:13
2. "Boutique in Heaven" – 4:08
3. "What Goes Around... Comes Around" (Wookie Mix Radio Edit)  – 3:55
4. "What Goes Around... Comes Around" (Sebastien Leger Mix Radio Edit)  – 4:14
5. "What Goes Around... Comes Around" (Junkie XL Small Room Mix)  – 4:55

Đĩa đơn CD tại Úc
1. "What Goes Around... Comes Around" (Radio Edit)  – 5:13
2. "Boutique in Heaven" – 4:08
3. "What Goes Around... Comes Around" (Mysto & Pizzi Main Mix)  – 7:43
4. "What Goes Around... Comes Around" (Junkie XL Small Room Mix)  – 4:55

## Xếp hạng
| Bảng xếp hạng (2007)                     | Xếp hạng cao nhất |
| ---------------------------------------- | ----------------- |
| Úc (ARIA)                                | 3                 |
| Áo (Ö3 Austria Top 40)                   | 5                 |
| Bỉ (Ultratop 50 Flanders)                | 8                 |
| Bỉ (Ultratop 50 Wallonia)                | 17                |
| Cộng hòa Séc (Rádio Top 100)             | 10                |
| Canada (Canadian Hot 100)                | 3                 |
| Đan Mạch (Tracklisten)                   | 3                 |
| Châu Âu Hot 100 Singles (Billboard)      | 1                 |
| Phần Lan (Suomen virallinen lista)       | 3                 |
| Pháp (SNEP)                              | 5                 |
| Đức (GfK)                                | 5                 |
| Hungary (Rádiós Top 40)                  | 5                 |
| Hungary (Dance Top 40)                   | 39                |
| Ireland (IRMA)                           | 6                 |
| Ý (FIMI)                                 | 11                |
| Hà Lan (Single Top 100)                  | 13                |
| New Zealand (Recorded Music NZ)          | 3                 |
| Na Uy (VG-lista)                         | 7                 |
| Slovakia (Rádio Top 100)                 | 5                 |
| Thụy Điển (Sverigetopplistan)            | 5                 |
| Thụy Sĩ (Schweizer Hitparade)            | 5                 |
| Anh Quốc (OCC)                           | 4                 |
| Hoa Kỳ Billboard Hot 100                 | 1                 |
| Hoa Kỳ Pop Airplay (Billboard)           | 1                 |
| Hoa Kỳ Hot R&B/Hip-Hop Songs (Billboard) | 76                |
| Hoa Kỳ Dance Club Songs (Billboard)      | 17                |
| Hoa Kỳ Adult Pop Airplay (Billboard)     | 15                |

| Bảng xếp hạng (2007)             | Xếp hạng |
| -------------------------------- | -------- |
| Australian Singles Chart         | 31       |
| Austrian Singles Chart           | 33       |
| Belgian (Flanders) Singles Chart | 47       |
| Belgian (Wallonia) Singles Chart | 73       |
| Dutch Singles Chart              | 47       |
| French Singles Chart             | 56       |
| German Singles Chart             | 34       |
| Hungarian Airplay Chart          | 48       |
| Italian Singles Chart            | 36       |
| New Zealand Singles Chart        | 25       |
| Swedish Singles Chart            | 70       |
| Swiss Singles Chart              | 17       |
| UK Singles Chart                 | 28       |

| Nước        | Chứng nhận (lượng tiêu thụ) |
| ----------- | --------------------------- |
| Úc          | 2× Bạch kim                 |
| New Zealand | Vàng                        |
| Mỹ          | Bạch kim                    |

## Radio và Lịch sử phát hành
| Nước           | Ngày                | Định dạng                  | Nhãn hiệu    |
| -------------- | ------------------- | -------------------------- | ------------ |
| Mỹ             | 8 tháng 1 năm 2007  | Mainstream, rhythmic radio | Jive Records |
| Vương quốc Anh | 19 tháng 2 năm 2007 | Tải kĩ thuật số            | RCA Records  |
| Vương quốc Anh | 3 tháng 3 năm 2007  | EP kĩ thuật số             | RCA Records  |
| Vương quốc Anh | 5 tháng 3 năm 2007  | Đĩa đơn CD                 | RCA Records  |
| Canada         | 23 tháng 3 năm 2007 | EP Remixes kĩ thuật số     | Jive Records |
| United States  | 23 tháng 3 năm 2007 | EP Remixes kĩ thuật số     | Jive Records |